# Sant Maximí de Sallent
Sant Maximí de Sallent, abans Sant Andreu de Sallent d'Organyà, és un monument al nucli de Sallent de Nargó del municipi de Coll de Nargó (Alt Urgell), protegit com a bé cultural d'interès local.

## Descripció
Es tracta d'una església d'una sola nau, de murs convergents, amb una capçalera trilobulada formada per un absis i dues absidioles. La nau és coberta amb volta de canó, reforçada amb arcs torals, els absis són coberts amb voltes de quart d'esfera. Al campanar torre, escapçat, s'hi accedeix mitjançant una porta d'arc de mig punt situada al mur septentrional. A la capçalera hi ha tres finestres, una a cada absis. Dues d'elles són de doble esqueixada i rematades amb arcs de mig punt adovellats. La de ponent és espitllera i rematada per un arc de mig punt monolític. Als peus de l'església hi ha la porta amb arcs peraltats en degradació. La coberta és a doble vessant amb lloses. L'aparell és de carreus petits, més ben escairats a l'absis. L'edifici es caracteritza per la seva senzillesa i manca de decoració. La nau és molt curta amb relació a les proporcions de l'edifici. Això fa pensar que ha pogut patir modificacions en aquest sentit. Es tracta d'una església romànica del segle xii. A l'interior es conserven dues piques de pedra. La pica baptismal és pràcticament ovalada. Està decorada amb incisions verticals. La pica beneitera, adossada a un mur, per fora és cúbica amb els costats arrodonits i a l'interior presenta una forma ondulada.

## Història
L'església de Sant Maximí de Sallent, també coneguda sota l'advocació de Sant Andreu, es troba al nord-est del poble de Sallent. L'església parroquial de Sallent s'esmenta amb el nom de Sant Andreu els anys 1279 i 1280 dins del deganat d'Urgell. En aquest moment ja es coneixia popularment com a Sant Maximí perquè custodiava la imatge d'aquest sant. El 1575 Sant Andreu apareix com església sufragània de Montanissell. L'any 1758 Sant Andreu era encara cap eclesiàstic del seu terme, dins la parròquia de Montanissell. L'any 1904 canvia la capitalitat del terme de Sallent que passà a l'església de Sant Salvador de Sallent.